# Hoppets Nationella Union
Hoppets Nationella Union Unidad Nacional de la Esperanza (UNE) är ett socialdemokratiskt parti i Guatemala, bildat 2002. Landets president 2008–2012, Álvaro Colom var partiledare för UNE.

## Källa
- Landguiden Utrikespolitiska institutet, 21 maj 2013